# キノピオ
キノピオ（Kinopio、欧米ではToad）は、任天堂のコンピュータゲームソフトのシリーズ、マリオシリーズに登場する架空のキャラクターで、同社の登録商標（第5703548号ほか）。個体名ではなく、特定種全般を指す。

## 概要
マリオシリーズに登場するキノコ族の内、人型の者を総称してキノピオと呼ぶ。基本的に身長は低く、小柄な体格をしているものが多い（例外もいる）。頭部に大きな斑点が付いていて、いろいろな柄のキノコが特徴的である。斑点の色は白地に赤が基本だが水色、ピンク色、黄緑色など多数の種類がある。また、少数だが黒地の者も存在する。
主にキノコ王国に多く住んでいる。また、マリオシリーズにおいて固有の名前をもっているキャラクターもいる（キノピコ、キノじい、キノックルなど）。
日本語名の「キノピオ」はキノコより、英語名の「Toad」は当初ピーチ姫の英語名でもあった「Toadstool」（傘の広い毒キノコ）の名より採られている。なお、「Toad」は本来ヒキガエルを意味する単語である（Toadstoolは「ヒキガエルの腰掛け」の意）。

## 沿革
1985年9月13日発売の『スーパーマリオブラザーズ』で、クッパによって各ワールドの城に幽閉された存在として初登場。その後、北米で1988年に発売された『スーパーマリオUSA』でプレイヤーキャラクターの一人となり、1994年発売の『ワリオの森』では初の主人公を務めた。

## キャラクター設定
基本的にピーチ姫のお守り役としあるいはオヤ・マー博士の助手て登場することが多いが、ピーチ姫がさらわれた時は慌てふためくだけでほとんど何もできず、毎回のようにマリオたちに助けてもらっている（作品によってはマリオと共に冒険するキノピオもいる）。性別は特に決められていないが、攻略本『スーパーマリオブラザーズ完全攻略本』、アニメーション映画『スーパーマリオブラザーズ ピーチ姫救出大作戦!』、ゲームブック『スーパーマリオブラザーズ外伝』などではピーチ姫の「侍女」という設定になっていたこともある。
頭の笠は斑点の色は白地に赤が基本だが、そのほかにも青、紫、黄色、緑など様々な色の者がいる。また、『スーパーマリオ 3Dワールド』では、攻撃で小さくなると、笠の斑点が反転する。『マリオストーリー』では髪を伸ばした女性キャラクターが登場している。
『ペーパーマリオRPG』では頭部にキノコの笠が存在せず普通の帽子をかぶった列車の運転手（リッチリッチエクスプレスの先頭車両に登場）が存在している。また、「店員は緑」「車掌は黒」といったように職業に応じてかぶる帽子の色を変えているようである。
『大乱闘スマッシュブラザーズDX』以降の同シリーズでは、ピーチがキノピオを盾にするワザ「キノピオガード」で攻撃を受けたときに胞子をばら撒いて反撃する（『大乱闘スマッシュブラザーズ SPECIAL』ではキノピオがピーチを守り、更にカウンター攻撃を仕掛ける技となっている）。
髪については女性がかなり長く伸ばしているのに対し、男性は無い者が大半。
キノピオにも子供や彼女や老人がおり、成長の仕方もヒト同様である事が判明している。
キノコ王国の大半を占める種族だけあり、RPG作品などではホテル、商店、鉄道など様々な職業に就いている姿を見る事が出来る。基本的に善良でマリオのサポートをしてくれる者が多く『マリオ』シリーズの案内人とも言える存在である。

## 能力
『スーパーマリオUSA』では、ジャンプ力は最低だが一番力持ちで素早く物を持ち上げることができ、物を持っているときの移動速度およびジャンプ力も低下することがない。
『マリオカート』シリーズでは軽量級に分類され、体重の軽さを生かした走りを披露している。
スポーツ系のゲームでは動きが素早く、器用だが力が弱いなど、たいていはテクニックタイプとして参加している。但し『スーパーマリオスタジアム』シリーズではバランスタイプであり、打撃力もそれなりに高く、長打を狙えばホームランになる事もある。
『New スーパーマリオブラザーズ Wii』『New スーパーマリオブラザーズ U』のきいろキノピオとあおキノピオは、マリオやルイージと同等の能力を持つ。またこのシリーズで初めてキノピオはパワーアップアイテムで変身できるようになった。『スーパーマリオブラザーズ ワンダー』でも同様に全プレイアブルキャラ共通の能力を持つ（ヨッシーとトッテンは除く）。
『スーパーマリオ 3Dワールド』では足が速いがジャンプの滞空時間が短い。
作品ごとに設定が異なることについては『大乱闘スマッシュブラザーズDX』のフィギュア説明において「個体ごとに体格差があるのではないだろうか?」と推測されている。

## 登場作品
- スーパーマリオブラザーズ
  - スーパーマリオブラザーズデラックス
  - ファミコンミニ01 スーパーマリオブラザーズ
- スーパーマリオブラザーズ2
  - ファミコンミニディスクシステムセレクション スーパーマリオブラザーズ2
- スーパーマリオブラザーズ3
  - スーパーマリオアドバンス4
- スーパーマリオUSA
  - スーパーマリオアドバンス
- スーパーマリオコレクション
  - スーパーマリオコレクション スペシャルパック
- New スーパーマリオブラザーズ
- New スーパーマリオブラザーズ Wii
- New スーパーマリオブラザーズ 2
- New スーパーマリオブラザーズ U
  - New スーパーマリオブラザーズ U デラックス
- Super Mario Run
- スーパーマリオブラザーズ ワンダー
- スーパーマリオ64
  - スーパーマリオ64DS
- スーパーマリオサンシャイン
- スーパーマリオギャラクシー
- スーパーマリオギャラクシー2
- スーパーマリオ 3Dランド
- スーパーマリオ 3Dワールド
- スーパーマリオ オデッセイ
- ワリオの森（初の主役作品）
- スーパーマリオRPG
- ペーパーマリオシリーズ（『スーパーペーパーマリオ』はオープニングとアクロバット成功時[2]での登場のみ）
- マリオ&ルイージRPGシリーズ
- マリオカートシリーズ
- マリオゴルフシリーズ（64版以降）
- マリオテニスシリーズ
- マリオパーティシリーズ
- スーパーマリオスタジアムシリーズ
- マリオストライカーズシリーズ
- マリオスポーツ スーパースターズ
- マリオVSドンキーコングシリーズ
- ルイージマンションシリーズ
- 進め! キノピオ隊長
- 大乱闘スマッシュブラザーズシリーズ（『DX』以降。ピーチの通常必殺ワザ、フィギュアとして登場）
- Dance Dance Revolution with MARIO
- MARIO SPORTS MIX
- さわるメイドインワリオ（ワリオマンのプチゲームに出演）
- スーパープリンセスピーチ
- プリンセスピーチ Showtime!
- マリオ&ソニック AT 北京オリンピック
- マリオ&ソニック AT バンクーバーオリンピック
- マリオ&ソニック AT ロンドンオリンピック
- マリオ&ソニック AT ソチオリンピック
- マリオ&ソニック AT リオオリンピック
- マリオ&ソニック AT 東京2020オリンピック
- スーパーマリオメーカー
- スーパーマリオメーカー2
- いただきストリートDS
- いただきストリートWii
- マリオ+ラビッツ キングダムバトル
- マリオ+ラビッツ ギャラクシーバトル
- クイックス
- F1レースゲームボーイ版
- 星のカービィ スーパーデラックス (デデデ大王戦、サブゲーム『かちわりメガトンパンチ』での観客として登場)
  - 星のカービィ ウルトラスーパーデラックス (SFC版と同上)
- レッキングクルー（トーナメントモードの優勝パレードに登場）
- ゲームボーイギャラリーシリーズ

## 担当声優
ゲームでの担当声優　
- 住友七絵 - サテラビュー作品（『BSスーパーマリオUSAパワーチャレンジ』『エキサイトバイク ぶんぶんマリオバトル』『BS スーパーマリオコレクション』）
- 丸野智子 - 『マリオカート64』（日本版）、マリオパーティシリーズ（『3』まで）、『マリオゴルフ64』、『マリオカートアドバンス』
- アイザック・マーシャル - 『マリオカート64』（海外版）
- ジェン・テイラー - 主に『マリオゴルフ64』～『マリオカートDS』の作品
- ケルシー・ハッチンソン - マリオストライカーズシリーズ
- サマンサ・ケリー - 『マリオパーティ8』～『マリオ&ルイージRPG ブラザーシップ!』のほぼ全作品
- ライラ・バージンズ - 『マリオカートワールド』
- ポール・カストロJr. - 『マリオカートワールド』（ノンプレイヤーキャラクター）

メディアミックス作品での担当声優
- ジョン・ストッカー - テレビアニメ『The Super Mario Bros. Super Show!』『The Adventures of Super Mario Bros. 3』
- 山本百合子 - アニメ映画『スーパーマリオブラザーズ ピーチ姫救出大作戦!』（役名は「キノピオ1」）
- 江森浩子 - アニメ映画『スーパーマリオブラザーズ ピーチ姫救出大作戦!』（役名は「キノピオ2」）
- 遠藤みやこ - OVA『アマダアニメシリーズ スーパーマリオ』
- キーガン＝マイケル・キー - 『ザ・スーパーマリオブラザーズ・ムービー』
- 関智一 - 『ザ・スーパーマリオブラザーズ・ムービー』（特別日本語版）

ゲーム作品では1996年発売の『マリオカート64』で初めて声を発し、日本版では任天堂の丸野智子が、海外版ではアイザック・マーシャルが声優を担当した。また、1999年の『マリオゴルフ64』（日本版以外）から2007年まではジェン・テイラーが主に務め、『マリオパーティ8』から『マリオ&ルイージRPG ブラザーシップ!』まではサマンサ・ケリーが、2025年の『マリオカートワールド』以降はライラ・バージンズが主に担当している。
また、ユニバーサル・スタジオ・ジャパンにおけるキノピオ・カフェでは、声優不明だが日本語を話すシェフキノピオがいる。頭の笠は赤地に白い斑点がついている。

## 派生キャラクター
キノピコ
『マリオカート ダブルダッシュ!!』（2003年）で隠しキャラクターとして初登場。
ピンク色を基調とした姿で、頭の両側におさげ髪のようなものがついている。キノピオたちのアイドルともいわれる。
なお、『マリオストーリー』（2000年）にも「キノピコ」という名前のキャラクターが登場するが、デザインや設定が異なる。
キノピオ隊長
『スーパーマリオギャラクシー』（2007年）で初登場。『進め! キノピオ隊長』（2014年）では主人公となる。
宝を求めて冒険する「キノピオ探検隊」の隊長。ヘッドライトをつけ、リュックを背負っている。『進め! キノピオ隊長』では、リュックが重いためジャンプができない。
キノピオくん
任天堂の公式LINEアカウントで、2015年9月22日のアカウント開設当初より案内役を務めたキャラクター。緑色を基調とした姿をしている。
話しかけると返答するチャットボットとして活動し、任天堂関連用語や地名、元素記号など特定の言葉を伝えると特別な説明が返ってくる。また、『スプラトゥーン』『スーパーマリオメーカー』などをキノピオくんがプレイするゲーム実況動画や、各種ゲームソフトの公式イラストにキノピオくんがコラージュ形式で入り込んだ画像、「キノピオくん画伯」による独特な絵柄のイラストなどがLINE上で公開された。
2021年5月21日、同日発売のNintendo Switch版『ミートピア』の告知とともに、案内役からの卒業が発表された。